# Station Seiryu Miharashi
Station Seiryu Miharashi (Japans: 清流みはらし駅, Seiryū Miharashi-eki) is een spoorweghalte op Japanse enkelsporige niet-geëlectrificeerde toeristische lijn Nishikigawa Seiryū in het zuidwesten van eiland Honshu. Dit station heeft geen ingang, geen uitgang, geen gebouw, geen biljetkoopmogelijkheden, en geen straat of weg leidt ernaartoe. Slechts met de trein kun je het bereiken, en het heeft alleen maar een klein perron om reizigers toe te laten het landschap te bewonderen en te fotograferen.